# Gerúsia
Gerúsia  (en grec antic γερουσία) era el consell d'ancians (γέροντες "gerontes"), l'equivalent al senat a la major part dels estats doris. Especialment s'utilitzà aquest nom per assenyalar al senat d'Esparta.
La gerúsia era un organisme legislatiu i executiu, i estava presidida pels dos reis que tenia Esparta, un de la dinastia euripòntida i l'altre de l'agíada que la dirigien alternativament. Heròdot diu que el rei que presidia tenia dos vots, però Tucídides aclareix que el vot del president era el decisiu en cas d'empat.
Els components de la Gerúsia eren d'origen aristocràtic en un nombre de vint-i-vuit, més els dos reis, amb un total de trenta membres. Cap dels membres de la gerúsia, amb excepció dels reis, podia tenir menys de seixanta anys, l'edat en què ja s'havia acabat el servei militar. Aristòtil diu que el càrrec es donava només a les persones de caràcter distingit com a premi de la seva virtut. Per elegir els que havien de formar part de la gerúsia es reunia l'Apel·la o assemblea de ciutadans, que donaven el seu vot per aclamació. Cada un dels candidats es presentava davant de l'assemblea que manifestava la seva opinió amb aclamacions que variaven en intensitat segons la popularitat de cada un. Aquestes manifestacions eren escoltades per un grup de persones situades en un edifici proper que valoraven la intensitat dels crits, però no sabien a favor de quina persona es donaven. Els que havien tingut més aclamacions eren els que formaven part de la gerúsia.
El càrrec de conseller o geront era vitalici i a més les seves decisions no tenien responsabilitat civil o penal. Les seves funcions eren deliberatives, judicials i executives. En les deliberacions, preparaven decrets preliminars que havien de ser aprovats per l'assemblea. Els corresponia la iniciativa de canviar les lleis. Com a tribunal penal podien condemnar a mort o castigar amb l'atímia, o privació de drets civils, sense cap mena de restricció legal, i per això Aristòtil els acusava de dictar sentències interessades o sota suborn. L'aprovació definitiva de les lleis de la gerúsia eren portades a l'Assemblea d'homes lliures d'Esparta que sempre tenien l'última paraula.
Sembla que tenien, com l'Areòpag a Atenes, una funció de supervisió i inspecció de la vida dels ciutadans espartans, i segons Aulus Gel·li, tenien una mena d'autoritat moral i patriarcal per fer complir les maneres de fer i la disciplina dels antics. De totes maneres no és clar el tipus de funcions específiques en aquest sentit, ja que les institucions espartanes van anar canviant amb el temps, fins que en un moment donat l'òrgan principal legislatiu i administratiu era el conjunt dels cinc èfors que es van atribuir algunes de les antigues funcions dels reis i van assumir en una part important el paper de la gerúsia, tot i que sempre havien tingut un paper de censors sobre les seves activitats.